# Anthurium trilobum
Anthurium trilobum är en kallaväxtart som beskrevs av John Lindley. Anthurium trilobum ingår i släktet Anthurium och familjen kallaväxter. Inga underarter finns listade.